# Hot News (film 1936)
Hot News è un film del 1936 diretto da W.P. Kellino.

## Produzione
Il film fu prodotto dalla St. George's Pictures.

## Distribuzione
Nelle sale britanniche, il film fu distribuito dalla Columbia Pictures Corporation.